# Чемпионат мира по волейболу среди мужчин 2018 — квалификация (Южная Америка)
Квалификация (отборочный турнир) 19-го чемпионата мира по волейболу среди мужчин среди стран-членов Южноамериканской конфедерации волейбола (СSV) прошла в период с 7 августа по 2 сентября 2017 года с участием 8 национальных сборных команд. Были разыграны 2 путёвки на чемпионат мира, которые получили Бразилия и Аргентина.

## Команды-участницы
| - Аргентина - Бразилия - Венесуэла - Колумбия | - Парагвай - Перу - Уругвай - Чили |

## Формула соревнований
Южноамериканская квалификация предусматривает два этапа отбора. В качестве первого использован чемпионат Южной Америки 2017, победитель которого напрямую вышел в финальную часть чемпионата мира. Команды, занявшие 2—5-е места, в квалификационном турнире разыгрывают оставшуюся путёвку на мировое первенство.

## Чемпионат Южной Америки
Чемпионат Южной Америки по волейболу среди мужчин 2017 прошёл с 7 по 11 августа в Чили. По его итогам путёвку на чемпионат мира получил победитель — сборная Бразилии. Венесуэла, Аргентина, Чили и Колумбия продолжат борьбу за попадание на чемпионат мира в квалификационном турнире.

### Итоговое положение
| 1. Бразилия  |
| 2. Венесуэла |
| 3. Аргентина |
| 4. Чили      |
| 5. Колумбия  |
| 6. Уругвай   |
| 7. Перу      |
| 8. Парагвай  |

## Квалификация
Квалификационный турнир прошёл с 30 августа по 2 сентября 2017 года в двух городах Аргентины — Пальпале и Сальте. Первоначально в нём должны были принять участие 4 команды, но после отказа Колумбии число участников сократилось до трёх. 
| М | Команда   | 1   | 2   | 3   | И | В | П | С/П | О |
| - | --------- | --- | --- | --- | - | - | - | --- | - |
| 1 | Аргентина |     | 3:1 | 3:0 | 2 | 2 | 0 | 6:1 | 6 |
| 2 | Чили      | 1:3 |     | 3:0 | 2 | 1 | 1 | 4:3 | 3 |
| 3 | Венесуэла | 0:3 | 0:3 |     | 2 | 0 | 2 | 0:6 | 0 |

 Колумбия — отказ.
Пальпала
30 августа
Аргентина — Чили 3:1 (21:25, 25:19, 25:17, 25:13).
Сальта
1 сентября
Чили — Венесуэла 3:0 (25:22, 25:20, 25:15).
2 сентября
Аргентина — Венесуэла 3:0 (25:19, 25:16, 25:12).

## Итоги
По итогам двух этапов квалификации путёвки на чемпионат мира 2018 получили Бразилия и Аргентина.